# Garentreville
Garentreville is een gemeente in het Franse departement Seine-et-Marne (regio Île-de-France) en telt 101 inwoners (2009). De plaats maakt deel uit van het arrondissement Fontainebleau.

## Geografie
De oppervlakte van Garentreville bedraagt 6,5 km², de bevolkingsdichtheid is dus 15,5 inwoners per km².
De onderstaande kaart toont de ligging van Garentreville met de belangrijkste infrastructuur en aangrenzende gemeenten.

## Demografie
Onderstaande figuur toont het verloop van het inwonertal (bron: INSEE-tellingen).